# 源旧鑑
源 旧鑑（源 舊鑒、みなもと の もとみ）は、平安時代前期の賜姓皇族・貴族。名は職鑑とも。光孝天皇の第九皇子。官位は正四位下・大蔵卿。

## 経歴
清和朝の貞観12年（870年）2月に源朝臣姓を賜り臣籍降下した。
元慶8年（884年）父・時康親王が即位（光孝天皇）すると時服月俸に与り、一世王の蔭位により无位から従四位上に直叙される。仁和2年（886年）備前守に任ぜられ、その後、左京大夫などを経て正四位下・大蔵卿に至った。
醍醐朝の延喜8年（908年）2月卒去。

## 官歴
注記のないものは『日本三代実録』による。
- 貞観12年（870年） 2月14日：臣籍降下（源朝臣）
- 元慶8年（884年） 6月2日：預時服月俸。11月25日：従四位上（直叙）
- 仁和2年（886年） 正月16日：備前守
- 時期不詳：正四位下。左京大夫。大蔵卿[1]
- 延喜8年（908年） 2月：卒去[要出典]

## 系譜
- 父：光孝天皇
- 母：讃岐永直の娘 - 光孝天皇更衣
- 生母不詳の子女
  - 男子：源清望
  - 男子：源時忠
  - 女子：源封子 - 醍醐天皇更衣